# John Tyler
John Tyler (n. 29 martie 1790, Greenway⁠(d), Virginia – d. 18 ianuarie 1862) a fost cel de-al zecelea vicepreședinte și cel de-al zecelea președinte al Statelor Unite ale Americii (1841 - 1845).  John Tyler a fost primul președinte american născut după adoptarea Constituției Statelor Unite ale Americii și primul care a ocupat funcția datorită decesului predecesorului său.

## Legături externe
- „John Tyler”. Encyclopædia Britannica.
- John Tyler at Miller Center, U Virginia
- White House biography
- John Tyler la conexiunea Biographical Directory of the United States Congress
- John Tyler: A Resource Guide from the Library of Congress
- U.S. Senate Historian's Office: Vice Presidents of the United States—John Tyler
- John Tyler in Union or Secession: Virginians Decide at the Library of Virginia
- Biography at Encyclopedia Virginia/Library of Virginia
- Lucrări de John Tyler la Proiectul Gutenberg
- Lucrări de John Tyler la LibriVox (cărți audio aflate în domeniul public)
- Opere de sau despre John Tyler la Internet Archive
- Finding aid of the Tyler Family Papers, Group A
- A Guide to the Governor John Tyler Executive Papers, 1825–1827 at The Library of Virginia
- "Life Portrait of John Tyler", from C-SPAN's American Presidents: Life Portraits, 17 mai 1999
- "John Tyler: The Accidental President", presentation by Edward Crapol at the Kansas City Public Library, 11 aprilie 2012